# Joel Zacchetti
Joel Gino Emilio Zacchetti (Casorate Primo, 7 gennaio 1982) è un cestista italiano.
Alto 2,09 metri, in campo ricopre il ruolo di ala grande.

## Biografia
Giocatore di pallacanestro, ha cominciato la sua carriera professionistica nel 1999 con la maglia della Snaidero Udine. Giudicato da subito prospetto di importanza Internazionale, nonostante nei suoi primi anni di carriera abbia suscitato l'attenzione di alcune franchigie NBA, non si è mai dichiarato eleggibile per il Draft.
La sua carriera si è quindi sviluppata principalmente in Italia dal 1999 ad oggi, dove ha partecipato a: 
- 10 edizioni del campionato di Serie A1 italiana
- 1 edizione del primo campionato nazionale sloveno
- 3 edizioni del campionato di Lega2 Italiana
- 4 edizioni del campionato italiano serie B.

## Carriera
Iniziò a giocare a pallacanestro all'età di 10 anni, con l'A.S. Pallacanestro Bagheria 92, nella città dove ha vissuto fino alla partenza per Bicinicco, con i quali ha raggiunto la finale nazionale juniores 1999.
Dal 1999 al 2008 milita tra le file della Snaidero Udine eccezion fatta per tre prestiti: nel novembre 2001 viene girato agli sloveni dello Slovan Lubiana, mentre nel 2005 approda in Legadue prima a Ferrara (da marzo) e poi a Sassari (dall'estate successiva). Nel 2008 viene ingaggiato dalla Pallacanestro Cantù, giocando un anno coi biancazzurri prima di rescindere e fare nuovamente ritorno a Udine, che nel frattempo era retrocessa in Legadue. Torna a giocare in Serie A nel 2010, con il trasferimento a Cremona.

### Nazionale
È stato membro fisso della selezione juniores e nell'Under 20 della Nazionale italiana. Nel dettaglio ha partecipato ai campionati europei:
- Lituania 2002, Campionati Europei Under 20
- Croazia 2000, Campionati Europei Juniores.

Ha inoltre partecipato a vari raduni della Nazionale A Italiana di Basket negli anni dal 2003 al 2008, per un totale di 15 partite ufficiali. In questi anni ha preso parte anche a vari Tornei Ufficiali:
- Tour Nazionale Italiana A in Cina 2007
- Torneo dell'Adriatico 2007
- Torneo Internazionale Spagna 2005
- Alassio Cup 2003.

## Statistiche

### Nazionale
| Cronologia completa delle presenze e dei punti in Nazionale - Italia | Cronologia completa delle presenze e dei punti in Nazionale - Italia | Cronologia completa delle presenze e dei punti in Nazionale - Italia | Cronologia completa delle presenze e dei punti in Nazionale - Italia | Cronologia completa delle presenze e dei punti in Nazionale - Italia | Cronologia completa delle presenze e dei punti in Nazionale - Italia | Cronologia completa delle presenze e dei punti in Nazionale - Italia | Cronologia completa delle presenze e dei punti in Nazionale - Italia |
| Data                                                                 | Città                                                                | In casa                                                              | Risultato                                                            | Ospiti                                                               | Competizione                                                         | Punti                                                                | Note                                                                 |
| -------------------------------------------------------------------- | -------------------------------------------------------------------- | -------------------------------------------------------------------- | -------------------------------------------------------------------- | -------------------------------------------------------------------- | -------------------------------------------------------------------- | -------------------------------------------------------------------- | -------------------------------------------------------------------- |
| 02/06/2002                                                           | Milano                                                               | Italia                                                               | 99 - 56                                                              | Filippine                                                            | Amichevole                                                           | 9                                                                    | [ 2 ]                                                                |
| 03/06/2002                                                           | Sondrio                                                              | Italia                                                               | 89 - 72                                                              | Ucraina                                                              | Torneo amichevole                                                    | 0                                                                    | [ 3 ]                                                                |
| 05/06/2003                                                           | Alassio                                                              | Italia                                                               | 56 - 57                                                              | Slovacchia                                                           | Torneo amichevole                                                    | 1                                                                    | [ 4 ]                                                                |
| 07/06/2003                                                           | Alassio                                                              | Italia                                                               | 68 - 58                                                              | Svezia                                                               | Torneo amichevole                                                    | 2                                                                    | [ 5 ]                                                                |
| 04/06/2005                                                           | Fabriano                                                             | Italia                                                               | 79 - 65                                                              | Grecia                                                               | Amichevole                                                           | 5                                                                    | [ 6 ]                                                                |
| 08/06/2005                                                           | Foligno                                                              | Italia                                                               | 83 - 53                                                              | Algeria                                                              | Torneo amichevole                                                    | 4                                                                    | [ 7 ]                                                                |
| 21/06/2005                                                           | Guadix                                                               | Spagna                                                               | 77 - 68                                                              | Italia                                                               | Torneo amichevole                                                    | 4                                                                    | [ 8 ]                                                                |
| 04/06/2007                                                           | Porto San Giorgio                                                    | Italia                                                               | 74 - 68                                                              | Slovacchia                                                           | Torneo amichevole                                                    | 3                                                                    | [ 9 ]                                                                |
| 15/06/2007                                                           | Xiaolan                                                              | Cina                                                                 | 69 - 74                                                              | Italia                                                               | Torneo amichevole                                                    | 0                                                                    | [ 10 ]                                                               |
| 16/06/2007                                                           | Foshan                                                               | Italia                                                               | 70 - 68                                                              | Croazia                                                              | Torneo amichevole                                                    | 5                                                                    | [ 11 ]                                                               |
| 26/05/2008                                                           | Alba Adriatica                                                       | Italia                                                               | 77 - 56                                                              | Iran                                                                 | Amichevole                                                           | 2                                                                    | [ 12 ]                                                               |
| Totale                                                               |                                                                      | Presenze                                                             | 11                                                                   |                                                                      | Punti                                                                | 35                                                                   |                                                                      |